# Вайнфельден
Вайнфельден (нем. Weinfelden) — город в Швейцарии, центр округа Вайнфельден, находится в кантоне Тургау.
Население составляет 11 602 человека (на 31 декабря 2019 года). Официальный код — 4946.

## Спорт
В городе в 2000 году прошёл второй чемпионат мира по хоккею с шайбой среди юниоров.

## Фотографии

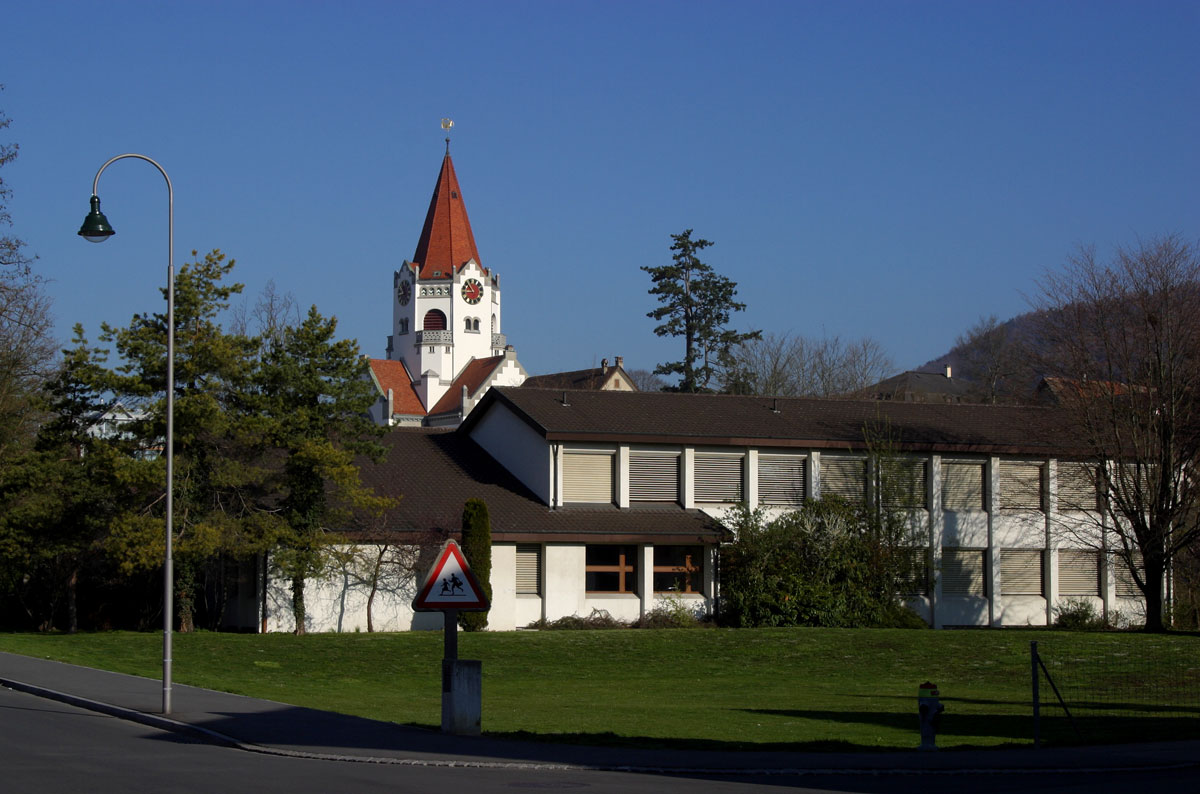
Церковь
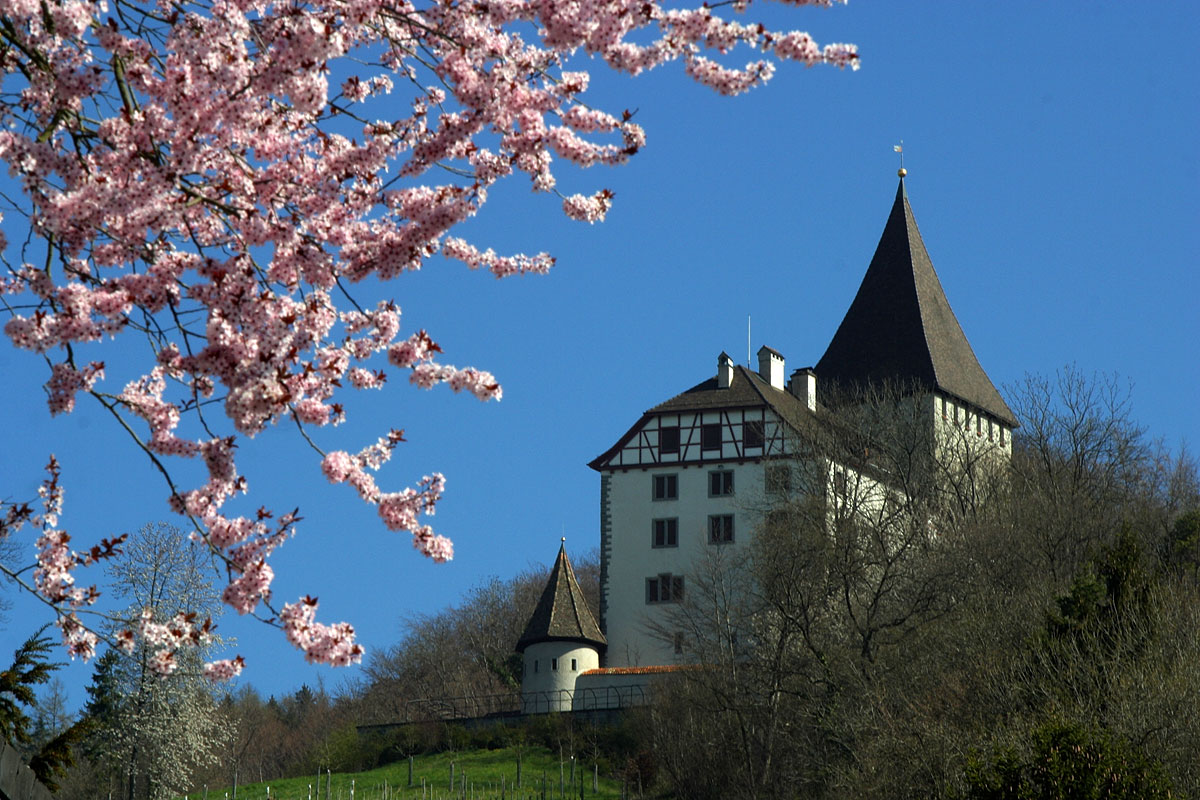
Замок
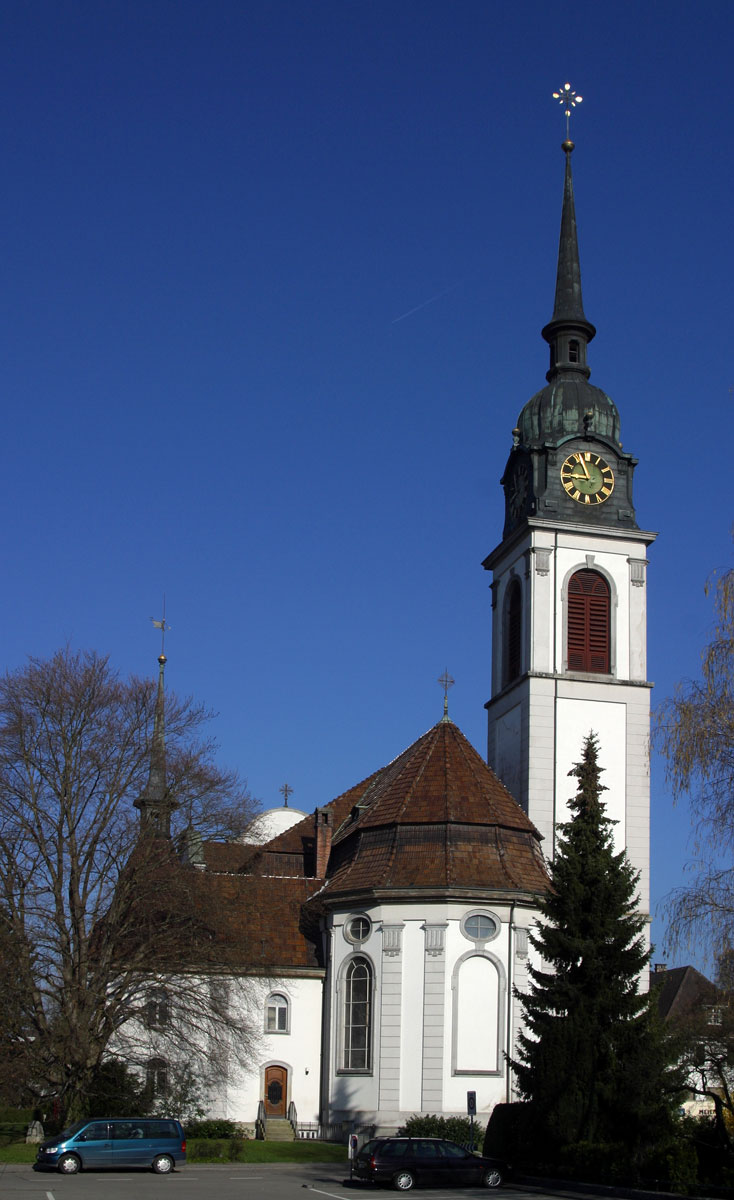
Церковь
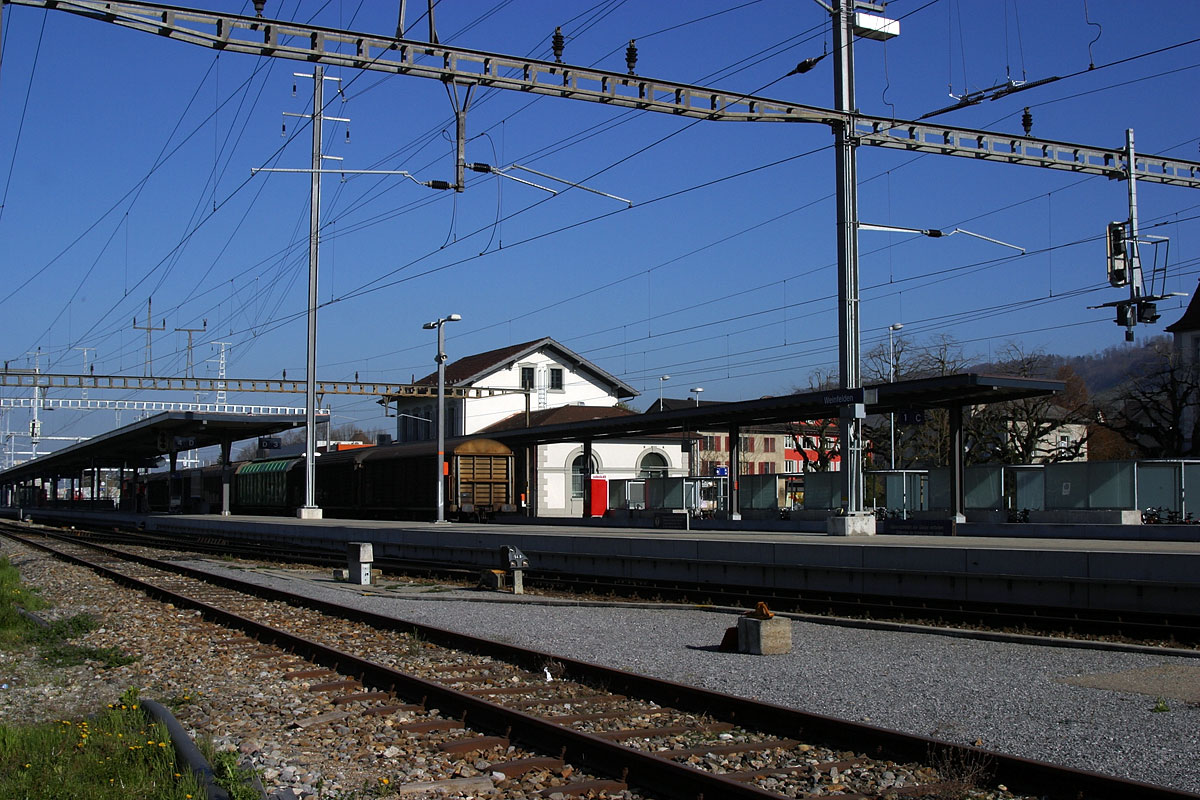
Вокзал